# Женевская обсерватория
Женевская обсерватория - астрономическая обсерватория, основанная в 1772 году в Женеве, Швейцария. Обсерватория принадлежит Университету Женевы.

## Руководители обсерватории
- Плантамур, Эмиль

## История обсерватории
В прошлом Женевская обсерватория принимала участие в оценке качества точности швейцарских механизмов часов, что было необходимо для морской навигации.

## Инструменты обсерватории
- Обсерватория эксплуатирует 1.2-м телескоп en:Leonhard Euler Telescope на острове Ла Силла
- Обсерватория эксплуатирует 1-м телескоп обсерватории Верхнего Прованса

## Направления исследований
- Открытие экзопланет
- Звездная фотометрия
- Звездные модели эволюции
- Космические астрономические спутники

## Основные достижения
- Открытие множества экзопланет
- Участие в проектах ЕКА: Интеграл, Планк, Gaia, Hipparcos
- Участие в проекте en:TRAPPIST

## Известные сотрудники
- Николье, Клод
- Пализа, Иоганн
- en:Michel Mayor
- en:Stefano Sposetti
- en:Didier Queloz
- Xavier Delfosse
- en:Stéphane Udry
- Francesco Pepe